# Avram Iancu
Avram Iancu, magyarosan Janku Ábrahám (Felsővidra, 1824 – Körösbánya, 1872. szeptember 10.) erdélyi román jogász, az 1848–49-es forradalom és szabadságharc ellen Erdélyben szervezett császárhű román felkelés vezetője.

## Élete
Felszabadított kétgyermekes jobbágycsaládban született. Apja, Alisandru Iancu előbb erdész, majd kasznár volt, így gond nélkül el tudta tartani családját. Anyja Maria Gligor néven ismert. Testvérét Ioannak hívták. Apja vagyona révén Avram humán tárgyakat tanulhatott, majd jogi iskolát végzett Kolozsvárott. Marosvásárhelyen lett írnok, ott hallott az 1848. márciusi bécsi és pesti eseményekről. Miközben üdvözölte a változásokat, felháborította, hogy a magyar forradalmárok (hiszen sokuk földbirtokos volt) elutasították a vitát a jobbágyság azonnali eltörlésének lehetőségéről.

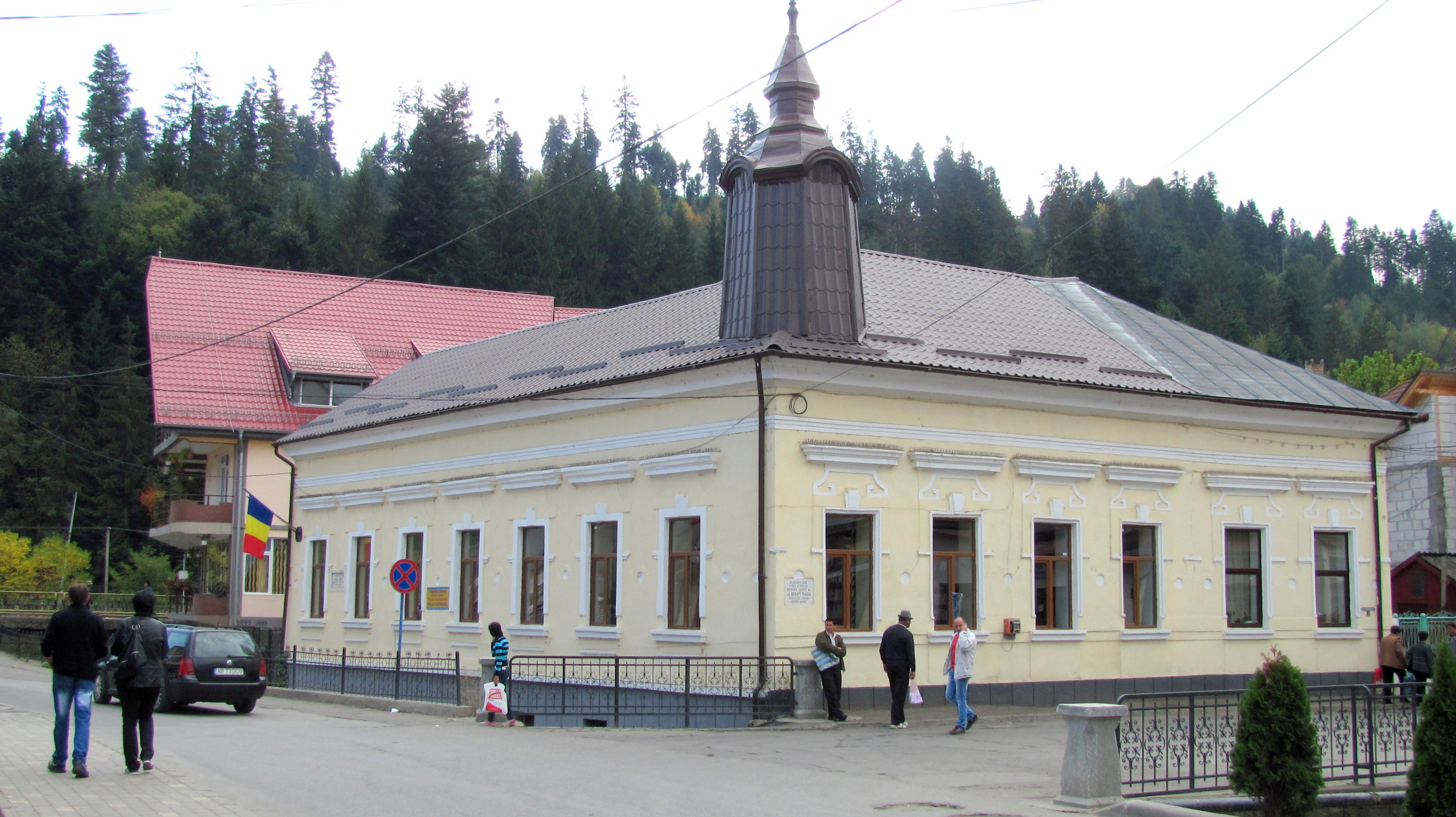
Avram Iancu egykori főhadiszállása Topánfalva főterén

Visszatért az Érchegységbe, Topánfalván (Câmpeni) elkezdte összegyűjteni a móc parasztokat, és eleinte még békés tiltakozó akciót szervezett, ami aggodalommal töltötte el a magyar hatóságokat. Iancu és társa, Ioan Buteanu gyorsan a környék román mozgalmának vezető alakjaivá váltak, különösen miután részt vettek az áprilisban kezdődő balázsfalvi román népgyűlésen. Ott mindketten a mozgalom radikális főszárnyát választották. Alexandru Papiu Ilariannal az élen ez a csoport szembehelyezkedett a magyar forradalmárok azon fő követelésével, hogy egyesüljön Erdély és Magyarország. Ez az álláspont összeütközéshez vezetett a Ioan Lemeni görögkatolikus püspök vezette kisebbségi szárnnyal, akik nem támogatták a magyar országgyűlési választások bojkottját.
Miközben a szóban forgó unió létrejött 1848. május 30-án, a román aktivisták többsége az erdélyi szászokkal megegyező indokból elkezdett Bécs és Ferdinánd császár felé figyelni. Ausztria nyitni kezdett a román követelések irányába, miközben véres összecsapások alakultak ki a magyar nemesség és román jobbágyaik között. Az utolsó balázsfalvi gyűlésen megjelent Puchner Antal báró, császári kormányzó is, és beleegyezett a román és szász nemzetőrség felfegyverzésébe. Bécs és Pest-Buda között mindenfajta párbeszéd megszakadt, miután gróf Lamberg Ferenc Fülöp (1791–1848) tábornokot, a császár teljhatalmú meghatalmazottját a pesti tömeg elfogta és meglincselte. Az új császár, Ferenc József és az osztrák kormány számos szabadságot és jogot ígért a románoknak, a magyar kormányzat hiába törölte el ekkorra a jobbágyságot, már nem vetekedhetett a császár ajánlatával.
Az osztrákok nyíltan elutasították azt az októberi román követelést, hogy a belső határok az etnikai jellemzők alapján legyenek kialakítva (e követelés célja Erdély, Bukovina és Bánság románok lakta részeiből önálló provincia kialakítása lett volna), mivel nem óhajtották a magyar nacionalizmus fenyegetését a román szeparatizmus fenyegetésével felváltani. De ugyanezen okból nem siettek kinyilvánítani nemtetszésüket az erdélyi román közigazgatási szervezet gyors kialakítása kapcsán, így megelőzték a magyarokat abban, hogy akár csak névleg is össze tudják vonni Erdély területét.
Az Érchegység területén tehát Avram Iancu és Buteanu vezetésével a románok megszervezték az Auraria Gemina prefektúrát, amely a legfontosabbá vált, és átvette a szomszédos prefektúrák szerepét is, mivel azok valójában soha nem lettek rendesen megszervezve. A román közigazgatás szervezési törekvések még októberben holtpontra jutottak, mivel Bem József vezetésével a magyar csapatok átfogó erdélyi hadműveletekbe kezdtek. Az osztrák hadsereg (a dévai és a gyulafehérvári helyőrségeket kivéve) és az osztrák–román közigazgatás a cári orosz haderő óvatos támogatásától segítve visszavonult a cári birodalom által megszállt Havasalföldre.
Avram Iancué maradt a magyar forradalom ellen harcoló egyetlen román felkelő erő Erdélyben: visszavonult a hegyekbe, és gerilla háborúba kezdett Bem csapatai ellen, komoly károkat okozott, és elzárta a Gyulafehérvárra vezető utat. Azonban saját csapatainak is komoly kihívásokkal kellett szembenéznie: kevés volt a puskájuk és még kevesebb a puskapor. Az összecsapások a következő hónapokban folytatódtak, a magyarok erőfeszítései a hegyek közötti ellenállás felszámolására sikertelenek maradtak. 1849 áprilisában kapcsolatba lépett Avram Iancuval Ioan Dragoș (a magyar országgyűlés román képviselője) magyar küldött, azzal a céllal, hogy a román vezetők találkozzanak vele Abrudbányán, és hallgassák meg a magyar követeléseket. A tárgyalások alatti fegyverszünetet megszegve Hatvani Imre, egy magyar szabadcsapat parancsnoka önhatalmúlag orvul megtámadta a románokat. Iancu és emberei visszavonultak, majd bekerítették a magyar csapatot. Eközben az abrudbányai tömeg meglincselte Dragoșt, mert azt hitték, hogy ő is részese volt Hatvani akciójának.  Hatvani pozíciója egyre gyengült, folyamatosan támadták Iancu csapatai, végül május 22-én döntő vereséget szenvedett. Csapatainak nagy részét a románok lemészárolták, Iancu megszerezte ágyúit, ezzel taktikai előnyhöz jutott a következő hónapokra. Kossuthot nagyon dühítette Hatvani tette, különösen azért, mert valószínűtlenné tette a jövőbeni tárgyalásokat.
A konfliktus azonban enyhült a románok és a magyarok között. Iancu csapatai a helyi erőforrások és ellátmány megszerzésére összpontosítottak, azt választva, hogy csak kisebb csetepatékban okoznak károkat az ellenségnek. Az orosz beavatkozás júniusban meggyorsította az eseményeket, különösen miután a magyar forradalmi csapatokban harcoló lengyelek az orosz cári csapatokkal szembeni teljes körű összefogást szerettek volna elérni. Olyan személyek, mint Henryk Dembiński közvetítettek Kossuth és az emigráns román forradalmárok között. Az utóbbiak, akik érthetően közel álltak Avram Iancuhoz (különösen Nicolae Bălcescu, Gheorghe Magheru, Alexandru G. Golescu és Ion Ghica), szintén vereséget szerettek volna mérni az orosz csapatokra, akik 1848 szeptemberében szétzúzták a mozgalmukat.
Bălcescu és Kossuth 1849 májusában Debrecenben találkoztak. Megállapodásuk legkevésbé sem tekinthető rendes szerződésnek: Kossuth azzal kecsegtette a havasalföldieket, hogy kiengedi Iancu erőit Erdélyből annak érdekében, hogy Bălcescut tudják segíteni Bukarestben. Miközben egyetértettek a békéhez vezető közvetítés szükségességében, Bălcescu soha nem mutatta meg megállapodásuk rendelkezéseit az Érchegységben harcoló románoknak. A Liviu Maior által kommentált személyes feljegyzéseiből kitűnik, hogy Kossuthot a valóságtól meglehetősen távol álló feltevései miatt demagógnak tartotta.
Az egyedüli engedmény, amit Iancu kérés nélkül is megtett, az volt, hogy a Magyarország és Oroszország közötti harcokban semleges maradt csapataival. Így biztosította pozícióját, miközben a magyar csapatok július folyamán vereségeket szenvedtek el, a legsúlyosabbat Erdélyben Nagycsűrnél, majd kapitulálni kényszerültek 1849. augusztus 13-án Világosnál.
Iancu beleegyezett csapatai lefegyverzésébe, amint az osztrákok átvették a hatalmat és egy részletes jelentést írt Erdély új osztrák kormányzójának, Ludwig von Wohlgemuth tábornoknak. Annak érdekében, hogy elkerülje a román szeparatizmus gyanúját, a jelentés nem említi a havasalföldiekkel fenntartott kapcsolatot. Az osztrákok nem vonták vissza a jobbágyság eltörlését, de a képviselet minden intézményét megtiltották Erdélyben. Miközben a magyar nacionalizmus lassan mégiscsak elvezetett az 1867-es kiegyezéshez, a román azonban csak nőtt-nőtt, és egyre több feszültséghez vezetett. A Iancu vezetésével kirobbant forradalmi lelkesedésből csak a Habsburg Birodalom profitált, megmutatva, hogy egy fegyver milyen eltérő célokra használható fel (az osztrákok különös módon féltek a románok keleti ortodox hitétől, amely a pánszlávizmussal összefogva az Orosz Birodalom térnyerését segítette volna).

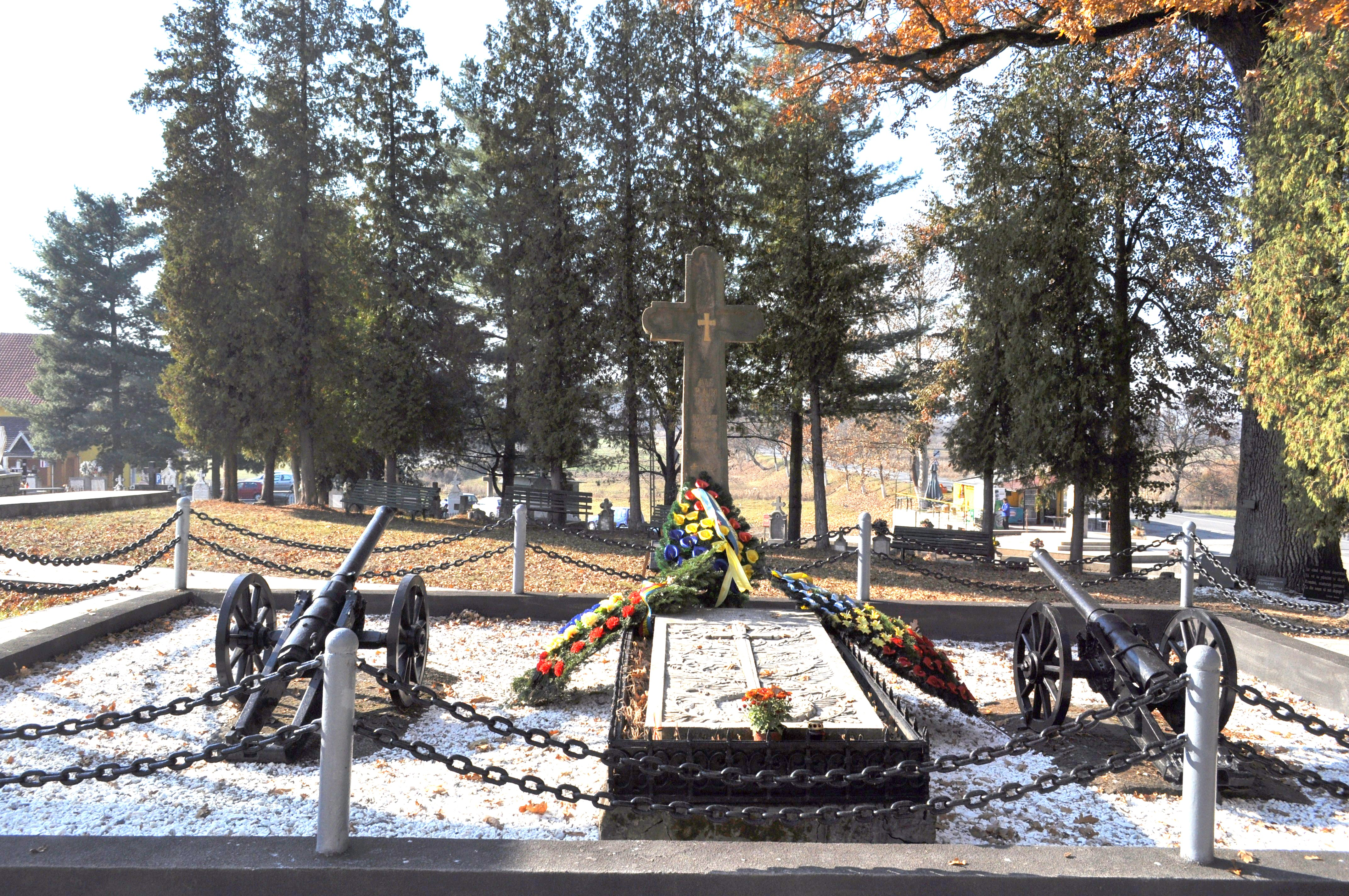
Avram Iancu síremléke Cebén

Iancu nem volt képes megfelelően észrevenni a változásokat. Kezdeti letartóztatását 1849 decemberében ugyan hamarosan megszüntették a helyi tiltakozások miatt, de írásait haláláig cenzúrázták, könyvtárát elkobozták, őt magát pedig felügyelet alatt tartották. 1852-ben második alkalommal is letartóztatták, mert azt gyanították, hogy jelenléte hozta lángba a helyi indulatokat. Szabadulása után azonnal Bécsbe ment és megkísérelt közvetlenül a császárhoz fordulni. Ezt a rendőrség megakadályozta, e nyilvános megaláztatása idegösszeroppanást váltott ki nála, melyből soha nem tudott igazán felépülni. Alkoholista csavargóvá züllött, és gyalogosan az Érchegységben kóborolt utolsó éveiben. Agyvérzésben halt meg Körösbányán 1872-ben. Zaránd vármegye akkori román tisztikara Cebén temette el „Horea tölgyfája” mellett.
Iancu sosem nősült meg, de számos nővel volt hosszabb-rövidebb ideig kapcsolata. Köztük volt egy magyar hölgy is, Farkas Johanna.

## Iancu és az erdélyi mészárlások

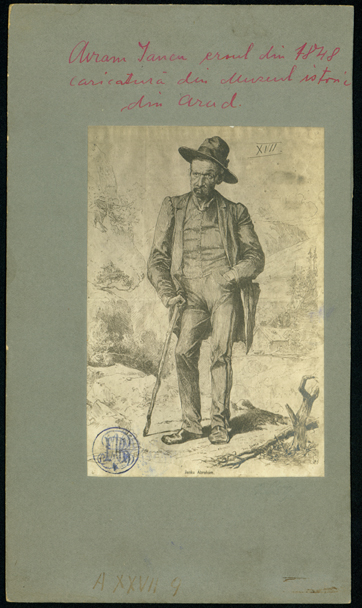
Leopold Adler: Avram Iancu (Régészeti és történelmi múzeum Arad)

A 2. balázsfalvi gyűlés után megindult a román csapatok felfegyverezése, melynek célja az erdélyi magyar lakosság megfélemlítése volt. Azonban a román csapatok szabályos irtóhadjáratba kezdtek a katonailag védtelen magyar települések ellen. Avram Iancu, mint a felkelő románok vezetője, 1848 októberében kisebb, megfélemlítő hadjáratokba kezdett Erdélyben a magyarok ellen. Az egyik legnagyobb visszhangot keltő román akció a zalatnai mészárlás volt. Avram Iancu egyik felkelő társa, Petru Dobra vezette a román csapatokat, akik 700 fegyvertelen nemzetőrt, asszonyt és gyereket, miközben aludtak, a preszákai mezőn lemészároltak. Október közepétől november közepéig tucatnyi magyar település lakosságát mészárolták le a felkelő románok. 1849. január 8-án Ioan Axente Sever, aki Avram Iancu prefektusa volt, bevonult a védtelen Nagyenyedre és a kb. 8000-9000 főnyi felkelő csapata feldúlta a várost és mintegy 900 embert válogatott kegyetlenségekkel lemészárolt. Néhány nap leforgása alatt a román felkelők Hariban, Nagylakon, Borosbenedeken és Járán újabb magyarellenes mészárlásokat végeztek. A román felkelők azonban 1849 tavaszán visszaszorultak a hegyekbe Bem József győzelmeinek eredményeképpen, a mészárlások abbamaradtak, kisebb hadjáratokat azonban továbbra is vezettek, egy ilyen román–magyar összecsapásban esett el a márciusi ifjak egyike is, Vasvári Pál.
1848 októberében, novemberében a magyar települések elpusztítása hasonló forgatókönyv alapján zajlott le: a felkelők előbb fenyegetésekkel, majd ígéretekkel fegyverletételre bírták a lakosokat, majd legyilkolták őket. A magyarok a városokban semmilyen fegyveres erővel nem rendelkeztek, legyilkolásukat nem magyarázhatták biztonsági szempontok. Népirtásról kell beszélnünk ezekben az esetekben. Avram Iancut a magyar forradalom leverése után nem vonták felelősségre a mészárlások vezetése, szervezése miatt.

## Emlékezete
Az erdélyi románok körében és a hivatalos román történetírás szerint hősnek számít. Nevét Romániában öt település is viseli, köztük Fehér megyei szülőfaluja, illetve Keményfok Bihar megyében. Számos településen kapott szobrot. Sok utca és tér mellett egy egyetem is őrzi nevét (Avram Iancu Egyetem).
2011-ben román részről is megindult Iancu reálisabb értékelése.
2011. március 14-én Csíkszeredában Csibi Barna, a Székely Gárda alapítója szimbolikusan halálra ítélte és egy őt szimbolizáló bábut felakasztott. A demonstrációt több romániai magyar politikus elítélte.

### Szobrok

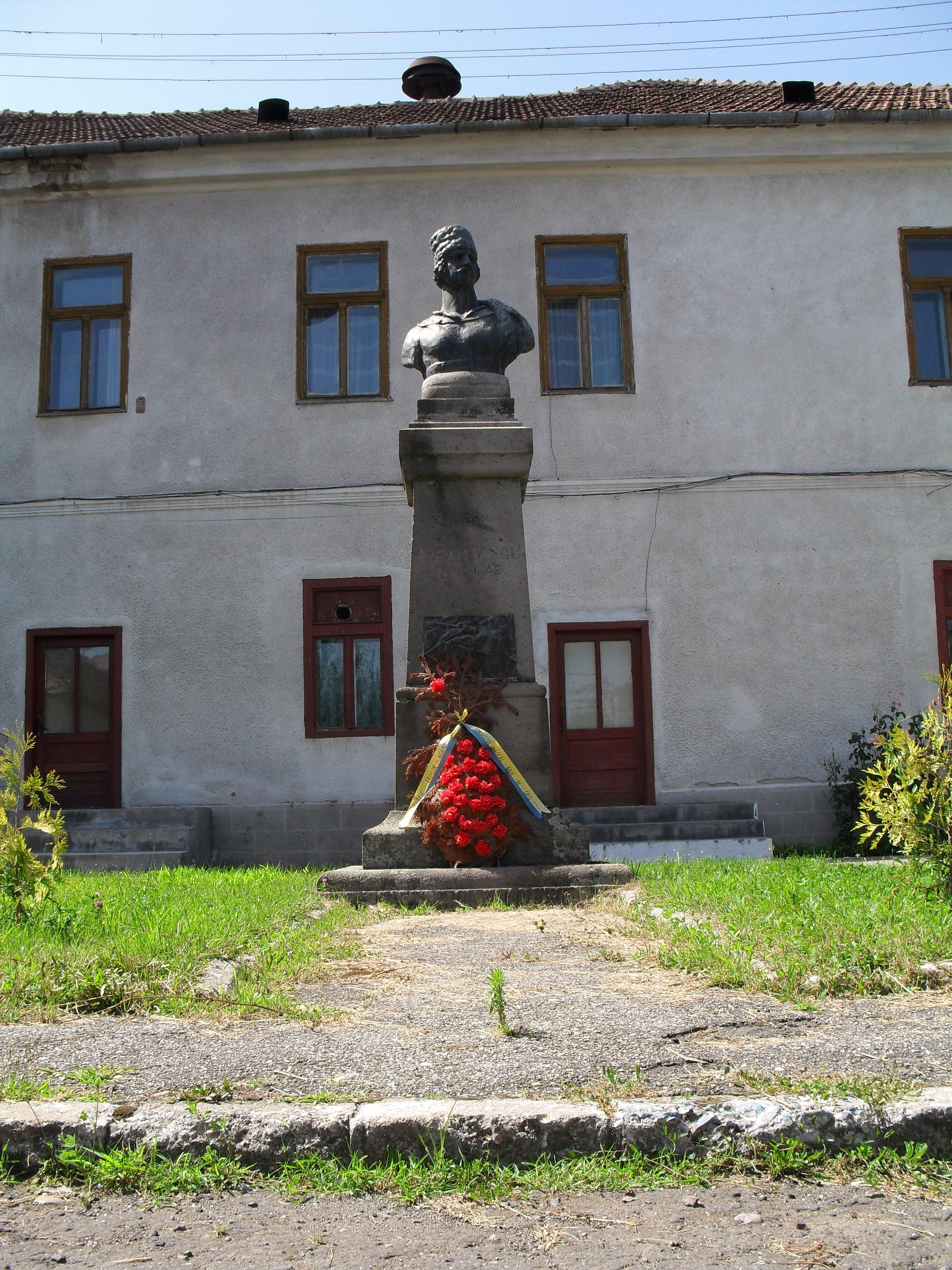
Körösbánya
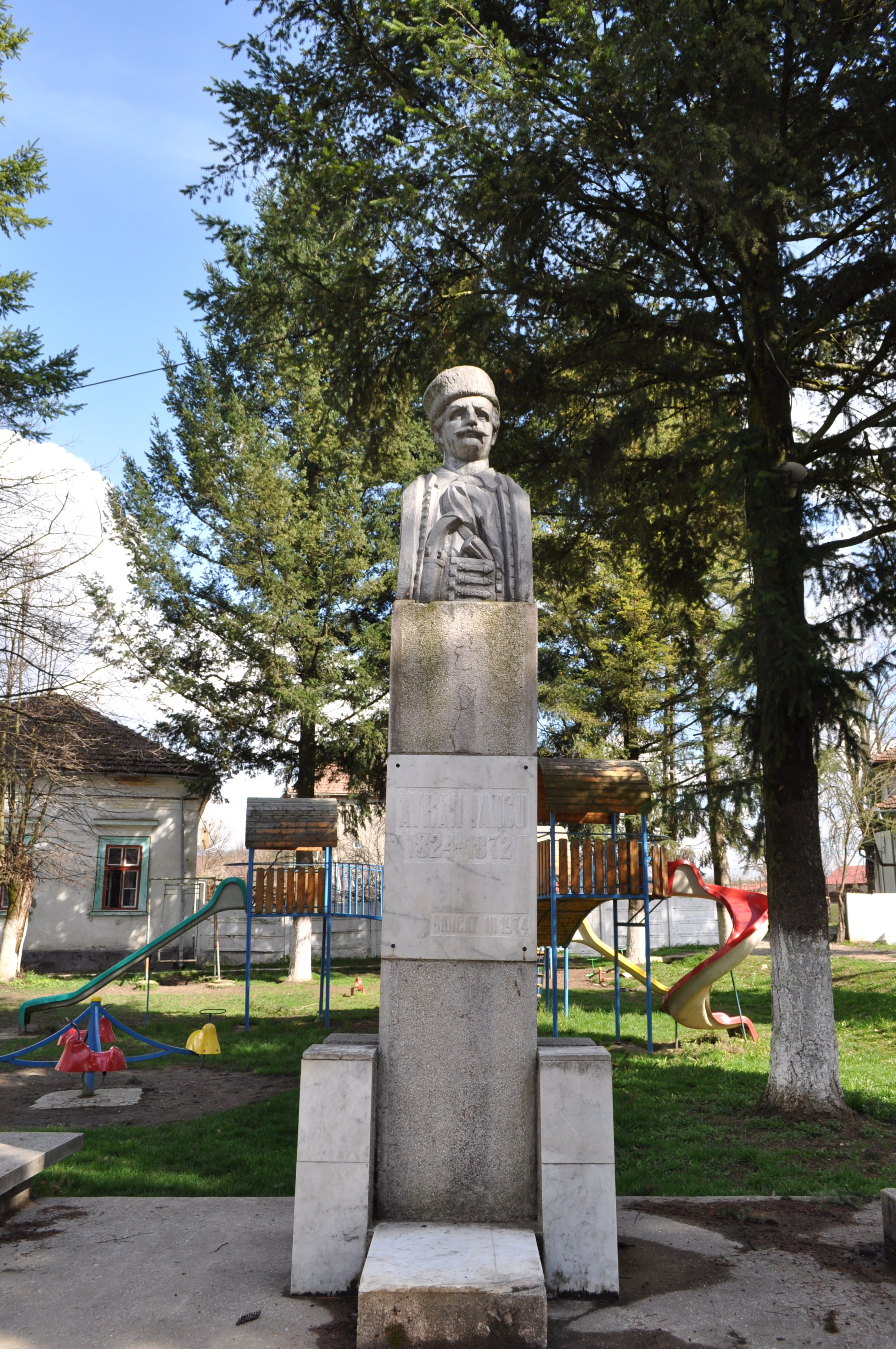
Nagyhalmágy
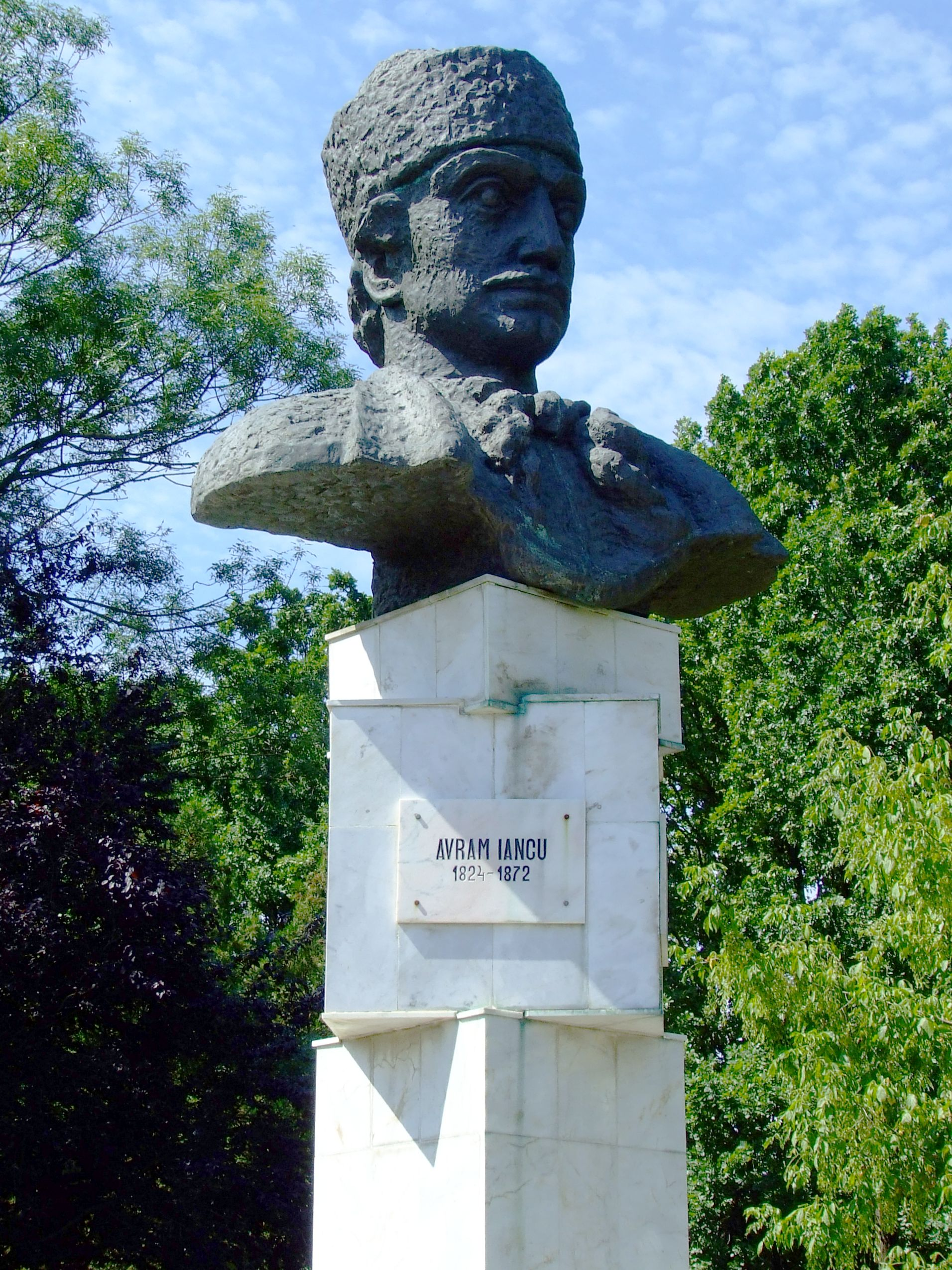
Nagyszalonta
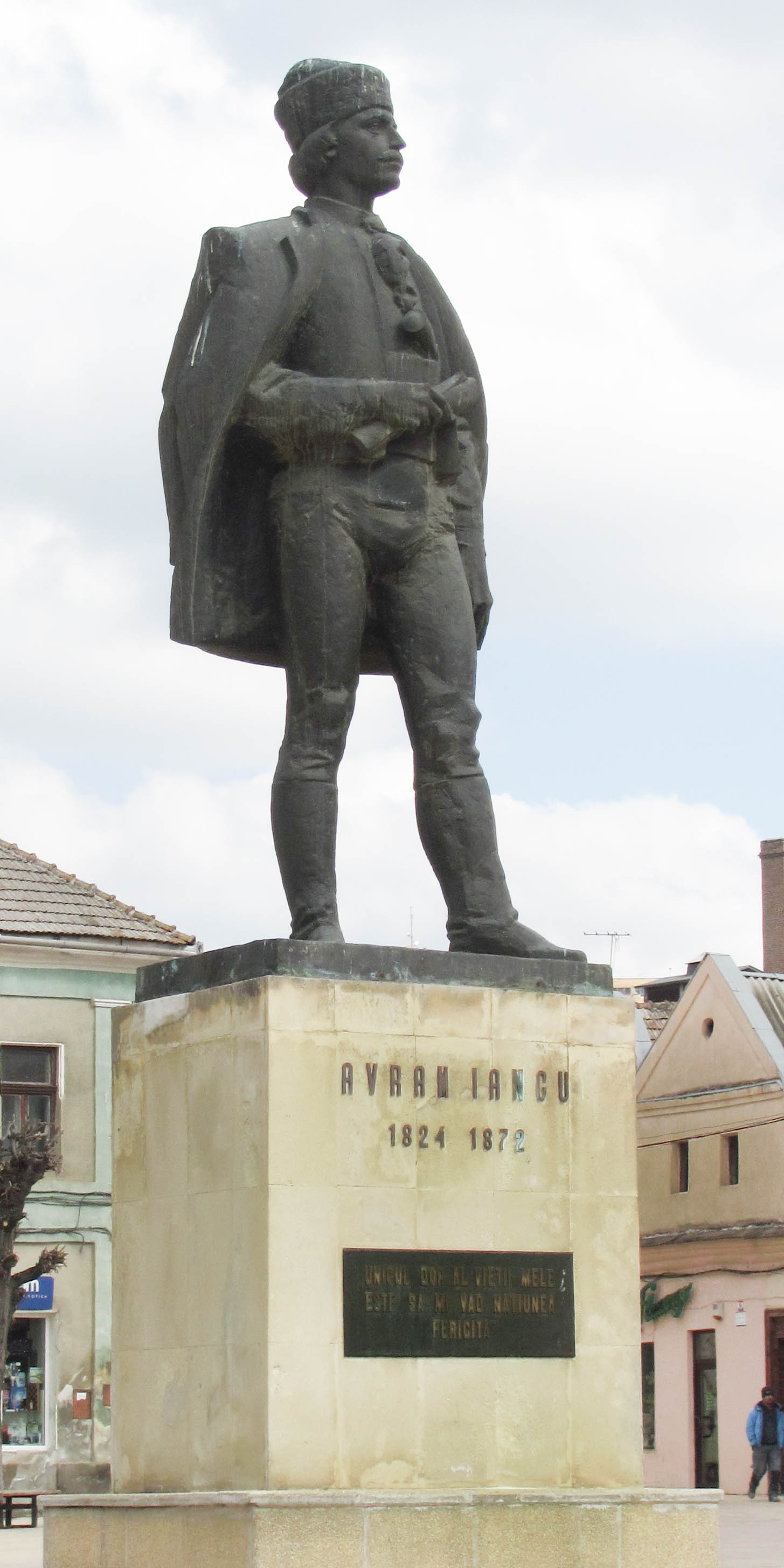
Torda

### Az irodalomban
Alakja – már lezüllött csavargóként – megjelenik Cseres Tibor Vízaknai csaták című regényében.